# Chuda Przełączka

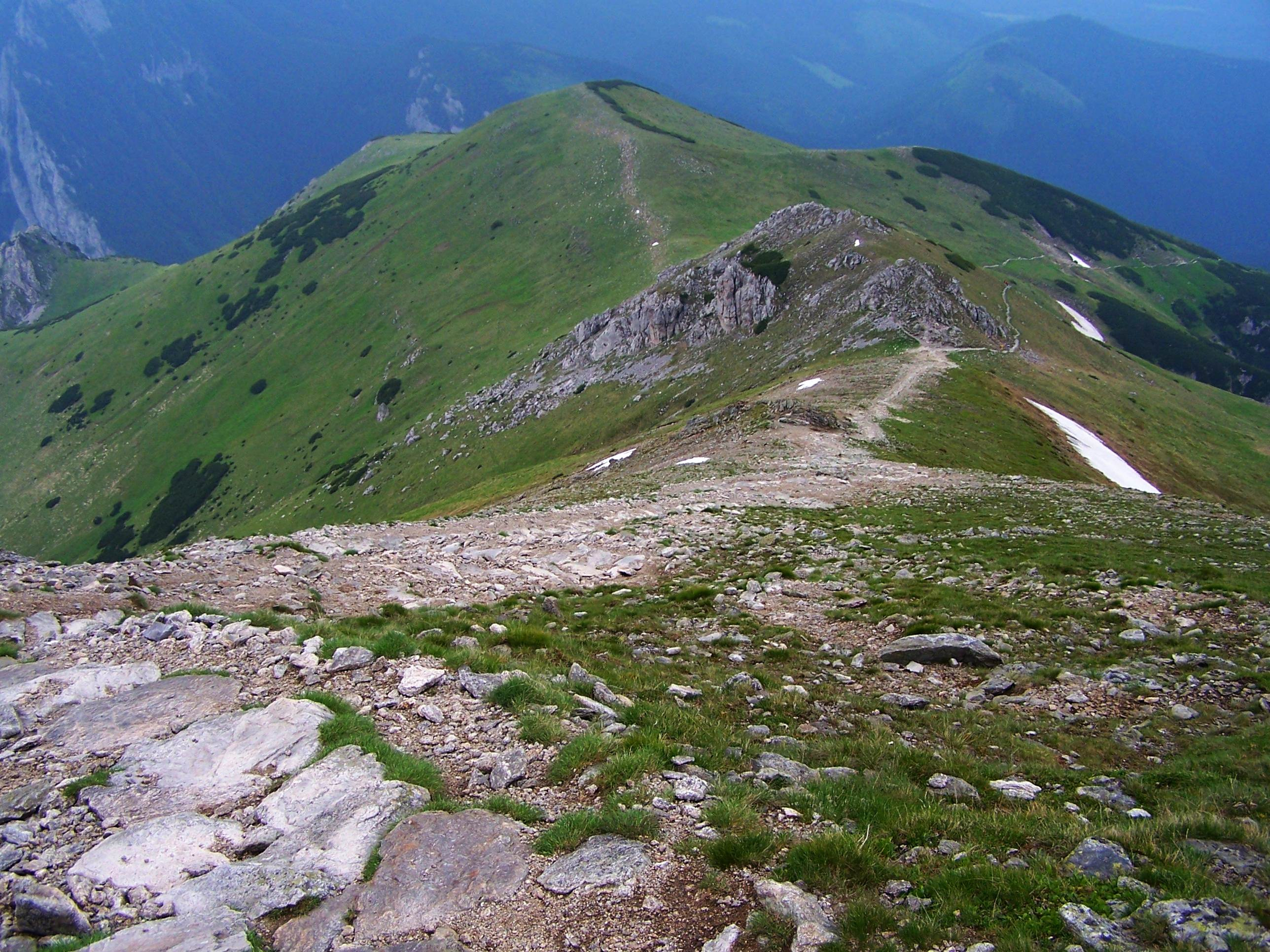
Chuda Turnia i Chuda Przełączka tuż nad nią

Chuda Przełączka (1850 m) – niewielka przełęcz w północno-zachodniej grani Ciemniaka w Tatrach Zachodnich, pomiędzy Twardą Kopą (2026 m) a Chudą Turnią (1856 m n.p.m.). Dawniej nazywana była Przełączką pod Chudą Turnią. Trawiaste, północno-wschodnie stoki spod przełęczy opadają do Doliny Miętusiej, do Twardej Galerii. Stoki południowo-zachodnie natomiast opadają do Zadniego Kamiennego. Zbudowane są z łupków i znajduje się w nich płytki żleb. Jest to podłoże niesprzyjające wegetacji roślinnej i stoki te są ubogie w roślinność.
W rejonie przełęczy przebiega granica między dwoma rodzajami skał budującymi ten grzbiet. Poniżej przełęczy znajdują się wapienne skały, powyżej na tzw. Twardym Grzbiecie, aż do 2035 m n.p.m. znajdują się skały krystaliczne (alaskity, rodzaj granitów). Skutkiem tego są duże różnice w roślinności porastającej te stoki. Poniżej Chudej Przełączki jest ona znacznie bujniejsza i bogatsza w gatunki, powyżej stoki porasta uboższa gatunkowo murawa z dominującym sitem skuciną, którego pędy już w połowie lata przebarwiają się na czerwono, nadając czerwone zabarwienie tym stokom. Cały grzbiet aż po szczyt Ciemniaka dawniej był wypasany (wchodził w skład Hali Upłaz).
W rejonie Chudej Przełączki dość często spotkać można kozice. Kilkaset metrów drogi, poniżej przełączki, przy czerwonym szlaku znajduje się źródełko. Jest to też miejsce o dużym natężeniu ruchu turystycznego.

## Szlaki turystyczne
Na przełączce skrzyżowanie spotykają się dwa szlaki turystyczne i biegną dalej do góry Twardym Grzbietem:
 z Cudakowej Polany w Dolinie Kościeliskiej przez polanę Upłaz i Chudą Przełączkę na Ciemniaka.
- Czas przejścia z Doliny Kościeliskiej na Chudą Przełączkę: 2:45 h, ↓ 2 h
- Czas przejścia z Chudej Przełączki na Ciemniak: 40 min, ↓ 30 min

 ze schroniska na Hali Ornak, prowadzący Doliną Tomanową i dalej przez Czerwony Żleb na Chudą Przełączkę i Ciemniaka.
- Czas przejścia ze schroniska na Chudą Przełączkę: 3 h, ↓ 2:10 h
- Czas przejścia z Chudej Przełączki na Ciemniak: 40 min, ↓ 30 min.